# Иванов, Серафим Иванович
Серафим Иванович Иванов (18 марта 1932, Вальнево, Псковский район, Псковская область — 30 июня 2019) — советский хозяйственный, государственный и политический деятель. Председатель колхоза Передовик. Депутат Верховного Совета РСФСР. Заслуженный работник сельского хозяйства.

## Биография
Родился 18 марта 1932 года в деревне Вальнево. Член КПСС.
Окончил Себежский сельскохозяйственный техникум, Высшую партийную школу при ЦК КПСС, Школу переподготовки сельскохозяйственных кадров при Великолукском сельскохозяйственном институте.
С 1948 г. — колхозник, механизатор, звеньевой, с 1963 по 2012 г. председатель колхоза «Передовик», председатель сельскохозяйственного производственного кооператива «Передовик» Псковского района Псковской области. С 1995 г. председатель Совета директоров Псковского молгорзавода.
Почётный профессор Великолукской сельскохозяйственной академии, 
Избирался депутатом Верховного Совета РСФСР 10-го созыва, народным депутатом России (1990-1993). 
Жил в Псковской области. 
Умер 30 июня 2019 года.

## Награды
- Орден Ленина.
- Орден Октябрьской революции.
- Два ордена Трудового Красного Знамени.
- Медали ордена «За заслуги перед Отечеством» 1-й и 2-й степеней.
- Заслуженный работник сельского хозяйства СССР.